# Rhodesteijn
Het huis Rhodesteijn is een verdwenen kasteel aan de Langbroekerwetering binnen de gemeente Wijk bij Duurstede in de Nederlandse provincie Utrecht.

## Ontstaan
Gezien de tekeningen die nog bestaan, werd dit huis waarschijnlijk aan het begin van de 17e eeuw gebouwd. Het is niet bekend of dit huis op de locatie van een oudere voorganger heeft gestaan.

## Verval
Toen de laatste bewoner, de taalgeleerde Prof. Hamaker overleed, kwam het huis leeg te staan en begon het verval. In 1877 werd het huis gesloopt, op het koetshuis na. Vanaf 1948 zijn ook de grachten gedempt met het huisvuil van Langbroek.         
Het koetshuis is in 1964 afgebrand. Volgens een lokale krant kwam dat mogelijk omdat jeugdige personen zich daar in een papieropslag met vuur hadden bezig gehouden.         

## Huidige stituatie
Er is nagenoeg niets meer van het huis te vinden. Het terrein werd aangemerkt als archeologisch rijksmonument.